# Astana Open 2020 - Qualificazioni singolare
Le qualificazioni del singolare dell'Astana Open 2020 sono state un torneo di tennis preliminare per accedere alla fase finale della manifestazione. I vincitori dell'ultimo turno sono entrati di diritto nel tabellone principale. In caso di ritiro di uno o più giocatori aventi diritto, sono subentrati i lucky loser, ossia i giocatori che hanno perso nell'ultimo turno e che avevano una classifica più alta rispetto agli altri partecipanti che avevano perso nel turno finale.

## Teste di serie
1. Yannick Hanfmann (ultimo turno)
2. Emil Ruusuvuori (qualificato)
3. Yūichi Sugita (qualificato)
4. Alexei Popyrin (ultimo turno)

1. Aslan Karacev (qualificato)
2. Damir Džumhur (qualificato)
3. Marc Polmans (ultimo turno)
4. Evgenij Donskoj (primo turno)

## Qualificati
1. Damir Džumhur
2. Emil Ruusuvuori

1. Yūichi Sugita
2. Aslan Karacev

## Tabellone

### Legenda
| - Q = Qualificato - WC = Wild card - LL = Lucky loser | - ALT = Alternate - SE = Special Exempt - PR = Protected Ranking | - w/o = Walkover - r = Ritirato - d = Squalificato |

### Sezione 1
|  | Primo turno | Primo turno          | Primo turno      | Primo turno | Primo turno |  |  | Ultimo turno | Ultimo turno     | Ultimo turno     | Ultimo turno | Ultimo turno |  |
|  |             |                      |                  |             |             |  |  |              |                  |                  |              |              |  |
|  | 1           | Yannick Hanfmann     | Yannick Hanfmann | 6           | 6           |  |  |              |                  |                  |              |              |  |
|  |             | Liam Broady          | Liam Broady      | 2           | 3           |  |  | 1            | Yannick Hanfmann | Yannick Hanfmann | 4            | 4            |  |
|  | WC          | Oleksandr Nedovjesov | 6                | 5           | 2           |  |  | 6            | Damir Džumhur    | Damir Džumhur    | 6            | 6            |  |
|  | 6           | Damir Džumhur        | 1                | 7           | 6           |  |  |              |                  |                  |              |              |  |

### Sezione 2
|  | Primo turno | Primo turno     | Primo turno     | Primo turno | Primo turno |  |  | Ultimo turno | Ultimo turno    | Ultimo turno | Ultimo turno | Ultimo turno |  |
|  |             |                 |                 |             |             |  |  |              |                 |              |              |              |  |
|  | 2           | Emil Ruusuvuori | Emil Ruusuvuori | 6           | 6           |  |  |              |                 |              |              |              |  |
|  |             | Max Purcell     | Max Purcell     | 1           | 2           |  |  | 2            | Emil Ruusuvuori | 6            | 63           | 6            |  |
|  |             | Viktor Troicki  | Viktor Troicki  | 6           | 6           |  |  |              | Viktor Troicki  | 3            | 7            | 3            |  |
|  | 8           | Evgenij Donskoj | Evgenij Donskoj | 0           | 4           |  |  |              |                 |              |              |              |  |

### Sezione 3
|  | Primo turno | Primo turno    | Primo turno    | Primo turno | Primo turno |  |  | Ultimo turno | Ultimo turno  | Ultimo turno | Ultimo turno | Ultimo turno |  |
|  |             |                |                |             |             |  |  |              |               |              |              |              |  |
|  | 3           | Yūichi Sugita  | Yūichi Sugita  | 6           | 6           |  |  |              |               |              |              |              |  |
|  |             | Mohamed Safwat | Mohamed Safwat | 0           | 2           |  |  | 3            | Yūichi Sugita | 3            | 6            | 7            |  |
|  | WC          | Denis Yevseyev | 7              | 3           | 0           |  |  | 7            | Marc Polmans  | 6            | 2            | 65           |  |
|  | 7           | Marc Polmans   | 5              | 6           | 6           |  |  |              |               |              |              |              |  |

### Sezione 4
|  | Primo turno | Primo turno    | Primo turno   | Primo turno | Primo turno |  |  | Ultimo turno | Ultimo turno   | Ultimo turno   | Ultimo turno | Ultimo turno |  |
|  |             |                |               |             |             |  |  |              |                |                |              |              |  |
|  | 4           | Alexei Popyrin | 6             | 4           |             |  |  |              |                |                |              |              |  |
|  |             | Denis Istomin  | 4             | 4           | r           |  |  | 4            | Alexei Popyrin | Alexei Popyrin | 3            | 3            |  |
|  |             | Denis Istomin  | Denis Istomin | 63          | 1           |  |  | 5            | Aslan Karacev  | Aslan Karacev  | 6            | 6            |  |
|  | 5           | Aslan Karacev  | Aslan Karacev | 7           | 6           |  |  |              |                |                |              |              |  |